# Primož Ulaga
Primož Ulaga (né le 20 juillet 1962 à Ljubljana) était un sauteur à ski yougoslave.

## Palmarès

### Jeux olympiques
| Épreuve / Édition | Sarajevo 1984 | Calgary 1988 |
| Petit Tremplin    | 57e           | 30e          |
| Grand Tremplin    | 13e           | 40e          |
| Par Équipes       |               | Argent       |

### Championnats du monde
| Épreuve / Édition | Oslo 1982 | Engelberg 1984 | Seefeld 1985 | Oberstdorf 1987 | Lahti 1989 |
| Petit Tremplin    | 39e       |                | 33e          | 18e             | 17e        |
| Grand Tremplin    | 41e       |                | 6e           | 35e             | 20e        |
| Par Équipes       |           | 5e             |              |                 |            |

### Championnats du monde de vol à ski
| Épreuve / Édition | Oberstdorf 1988 | Vikersund 1990 |
| Individuel        | Argent          | 25e            |

### Coupe du monde
- 3e du classement général en 1987/1988.
- 9 victoires

### Saison par saison
| Année | Lieu                                  |
| 1981  | Thunder Bay (Canada)                  |
| 1983  | Planica (Yougoslavie)                 |
| 1984  | Lake Placid (États-Unis)              |
| 1986  | Thunder Bay x2 (Canada)               |
| 1987  | Innsbruck (Autriche), Sapporo (Japon) |
| 1988  | Planica x2 (Yougoslavie)              |